# Bahnstrecke Münchberg–Helmbrechts
| Bahnhof Münchberg, am Hausbahnsteig ein Triebwagen der Vogtlandbahn nach Helmbrechts |                      |                          |                          |
| Streckennummer (DB): | 5025                 |                          |                          |
| Kursbuchstrecke (DB): | 853                  |                          |                          |
| Kursbuchstrecke: | 418k (1946)          |                          |                          |
| Streckenlänge: | 9,313 km             |                          |                          |
| Spurweite: | 1435 mm (Normalspur) |                          |                          |
| Maximale Neigung: | 22,2 ‰               |                          |                          |
| Minimaler Radius: | 183 m                |                          |                          |
| Streckengeschwindigkeit: | 50 km/h              |                          |                          |
| |                      |                          |                          |
| \| \| \| von Hof \| \| \| \| \| von Zell (Oberfr) \| \| \| \| 0,000 \| Münchberg \| 536 m \| \| \| \| nach Bamberg \| \| \| \| \| Bundesautobahn 9 \| \| \| \| 3,100 \| Unfriedsdorf (seit 1956) \| Unfriedsdorf (seit 1956) \| \| \| 5,338 \| Hildbrandsgrün \| Hildbrandsgrün \| \| \| 7,027 \| Wüstenselbitz (ehem. Bf) \| Wüstenselbitz (ehem. Bf) \| \| \| 7,900 \| Weißenbach (bis 1922) \| Weißenbach (bis 1922) \| \| \| 9,313 \| Helmbrechts (ehem. Bf) \| 601 m \| \| \| \| nach Selbitz \| \| \| \| \| \| \| \| Quellen: [1] \| \| \| \| |                      |                          |                          |
| Strecke |                      | von Hof                  | von Hof                  |
| Abzweig geradeaus und ehemals von links |                      | von Zell (Oberfr)        | von Zell (Oberfr)        |
| Bahnhof | 0,000                | Münchberg                | 536 m                    |
| Abzweig geradeaus und nach links |                      | nach Bamberg             | nach Bamberg             |
| Strecke mit Straßenbrücke |                      | Bundesautobahn 9         | Bundesautobahn 9         |
| Haltepunkt / Haltestelle | 3,100                | Unfriedsdorf (seit 1956) | Unfriedsdorf (seit 1956) |
| Haltepunkt / Haltestelle | 5,338                | Hildbrandsgrün           | Hildbrandsgrün           |
| Haltepunkt / Haltestelle | 7,027                | Wüstenselbitz (ehem. Bf) | Wüstenselbitz (ehem. Bf) |
| ehemaliger Haltepunkt / Haltestelle | 7,900                | Weißenbach (bis 1922)    | Weißenbach (bis 1922)    |
| Haltepunkt / Haltestelle Strecke ab hier außer Betrieb | 9,313                | Helmbrechts (ehem. Bf)   | 601 m                    |
| Strecke (außer Betrieb) |                      | nach Selbitz             | nach Selbitz             |
| |                      |                          |                          |
| Quellen: |                      |                          |                          |

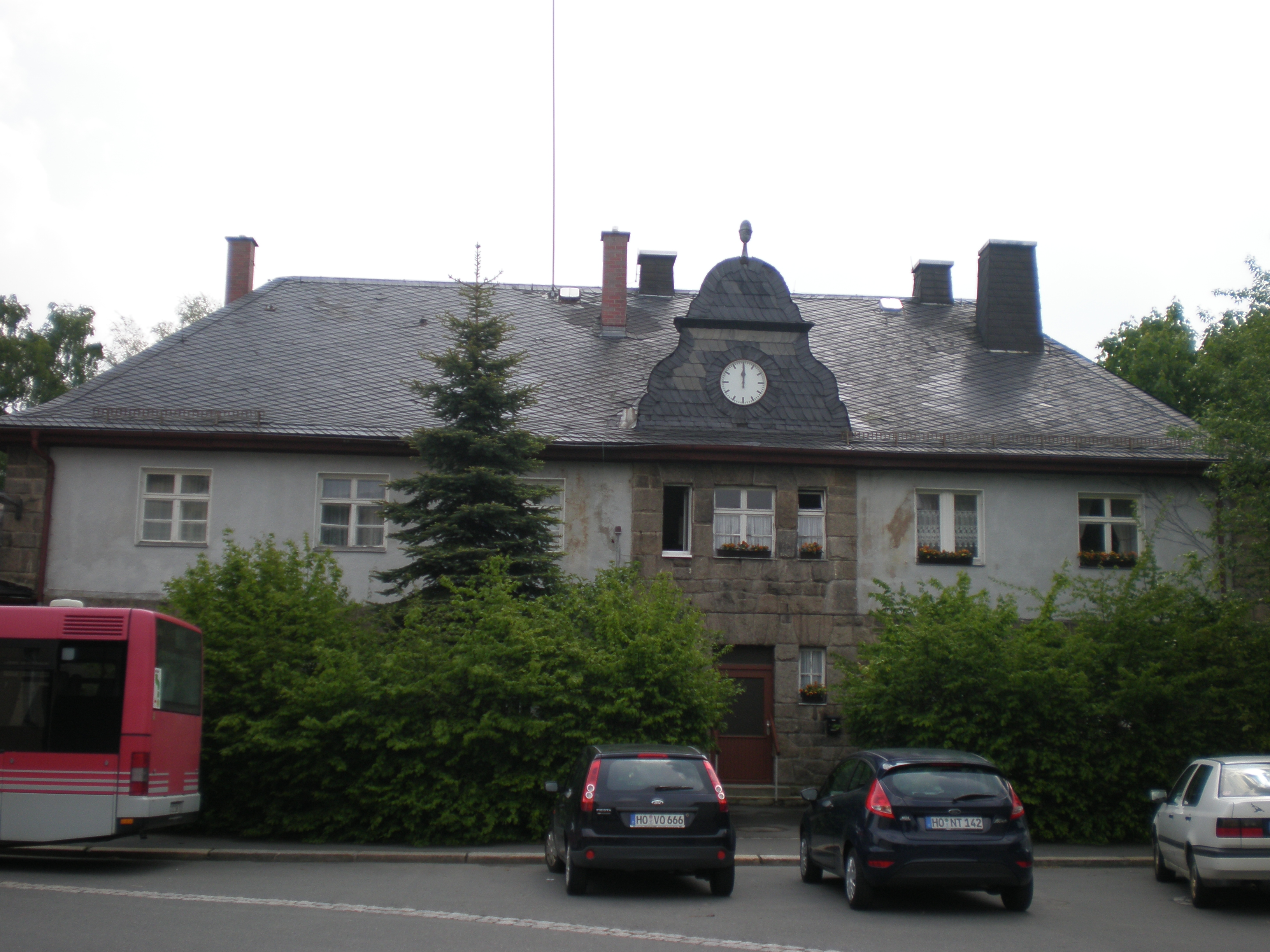
Bahnhof Helmbrechts

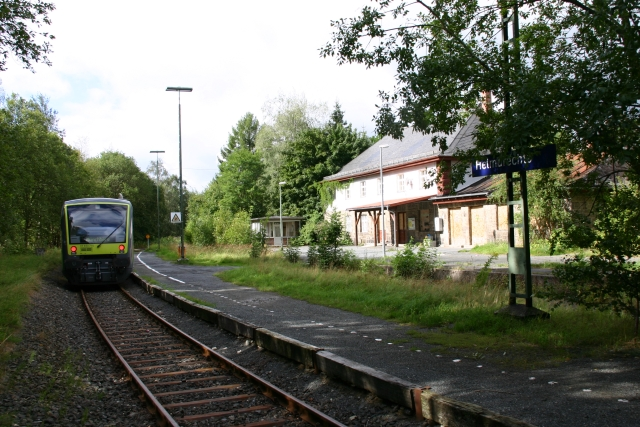
Regio-Shuttle von agilis in Helmbrechts

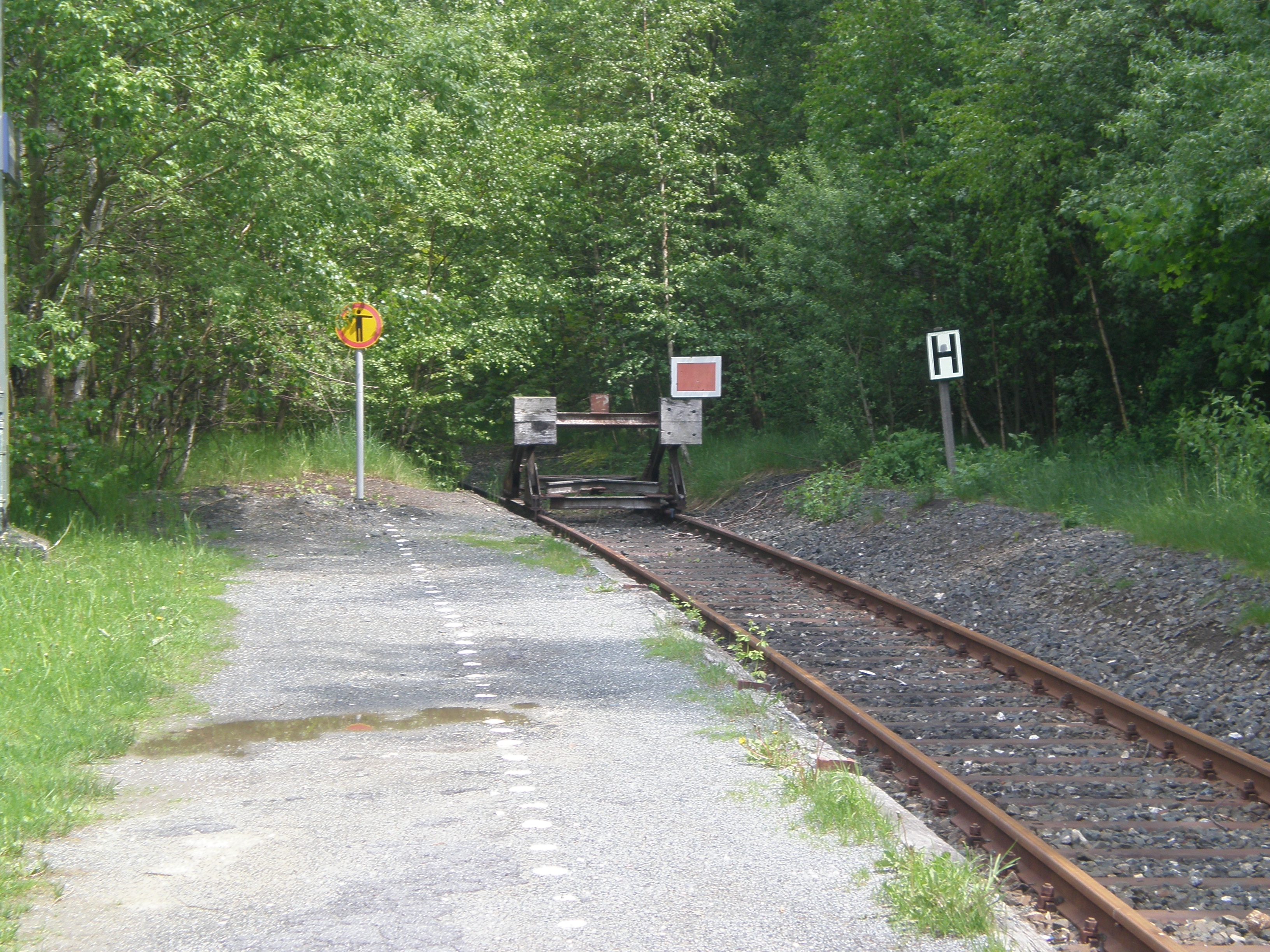
Prellbock in Helmbrechts

Die Bahnstrecke Münchberg–Helmbrechts ist eine Nebenbahn in Bayern.

## Geschichte
Bereits nach Beendigung der Arbeiten an der Ludwig-Süd-Nord-Bahn im Jahre 1848 strebten auch viele Ortschaften abseits der größeren Städte eine Eisenbahnverbindung an. Zu verdanken haben die Helmbrechtser ihren Bahnanschluss der Initiative des Bürgermeisters Heinrich Pöhlmann, der sich seit 1863 zusammen mit anderen Gleichgesinnten um den Bau bemühte. Nachdem sich auch Münchberger Industrielle für die neue Bahnstrecke eingesetzt hatten, wurde sie 1876 in die Liste der neu zu planenden Verbindungen als „Selbitzbahn“ aufgenommen. Nachdem der Vorschlag allerdings zwei Jahre später beim bayerischen Landtag durchgefallen und gegen den Bau der Strecke Selbitz–Helmbrechts–Münchberg entschieden worden war, waren vorerst alle Hoffnungen begraben.
Umso größer war die Überraschung, als in Münchberg ein Schreiben der in Hof ansässigen Eisenbahnbau-Sektion eintraf, in dem diese darum bat, den zu erwartenden Verkehr auf der Strecke Hof–Naila–Stammbach zu schätzen. Am 5. Januar 1883 antwortete der Stadtmagistrat Münchberg auf dieses Schreiben und fügte zugleich an, dass aufgrund der Handelsbeziehungen zwischen Münchberg und Selbitz auch der Bau einer Lokalbahn zwischen den beiden Gemeinden in Erwägung gezogen werden müsse. Bereits am 14. Januar 1883 trafen sich Vertreter aller an der Bahn interessierten Städte in Schauenstein. Unter den Teilnehmern aus Münchberg befand sich auch der damalige Stadtschreiber Ludwig Zapf, der sich später in hervorragender Weise für den Bau der Bahnstrecke Münchberg–Zell einsetzte.
Da laut Lokalbahngesetz der Grund für die Bahntrasse von den Gemeinden zur Verfügung gestellt werden musste, einigte man sich darauf, dass Helmbrechts 30/40, Wüstenselbitz 8/40 und Münchberg 2/40 der auf rund 40.000 Mark geschätzten Grunderwerbskosten übernahmen. Um die Städte zu entlasten, versprachen die ortsansässigen Industriellen, einen Teil der Kosten zu tragen.
Um dem Gesuch der Städte mehr Nachdruck zu verleihen, sprachen am 11. Juni 1883 Vertreter der drei Kommunen in München vor. Das Ergebnis aber war weniger erfreulich, da die notwendige Brücke über die Pulschnitz und die Erweiterungen im Münchberger Bahnhof in den Augen der Staatsregierung Kosten bedeuteten, die in keinem Verhältnis zu den erwarteten Einnahmen gestanden hätten. Am 2. August desselben Jahres erreichte die Stadt Münchberg ein Schreiben der Generaldirektion, in dem sich diese für den Bau der Trasse aussprach, allerdings von den Städten verlangte, neben den Grunderwerbskosten 8500 Mark für die notwendigen Umbauarbeiten im Münchberger Bahnhof zusätzlich beizutragen. Diese Summe brachten die Gemeinden schließlich auf und so wurde bereits 14 Tage später mit den Absteckarbeiten für die neue Bahnlinie begonnen.
Die Stadt Helmbrechts beantragte Anfang September eine Änderung der Streckenführung. Endpunkt sollte nicht mehr Helmbrechts, sondern Wüstenselbitz sein, um billigere Frachtkosten zu erzielen. Sie stieß damit aber überall auf taube Ohren und auch die Generaldirektion in München blieb bei der ursprünglich geplanten Streckenführung. Die Trasse zweigte bei der Bechermühle in der Kulmbacher Straße in Münchberg von der Hauptbahn ab, verlief dann durch den Gottersdorfer Grund und das Lerchenholz und sollte dann Hildbrandsgrün erreichen. Im Bayerischen Lokalbahngesetz vom 21. April 1884 war neben zwölf anderen Strecken auch die Verbindung von Münchberg nach Helmbrechts aufgeführt. Die Bahn war in der Abgeordnetenkammer mit 110 gegen 29 Stimmen in das Gesetz aufgenommen worden. In den Planungen war die Bahn mit folgenden Daten angegeben: Länge: 9,73 km, Maximalsteigung 1:45 (22,2 ‰), Minimaler Kurvenradius: 180 m.
Die Gesamtkosten wurden mittlerweile auf 680.000 Mark beziffert, was einen Preis von 69.800 Mark pro Kilometer bedeutete. Die Gemeinden und sonstigen Interessenten sollten davon 56.000 Mark tragen. Doch entgegen allen Versprechungen ruhten die Arbeiten an der Strecke, was das Eisenbahnerkomitee in Münchberg dazu veranlasste, in einem Schreiben die Fortführung zu verlangen. Es wurde erklärt, dass die Strecke bis spätestens 1886 betriebsbereit sein sollte.
Nach dem ersten Spatenstich am 19. August 1885 ruhten die Arbeiten aufgrund des harten Winters, bis im Mai 1886 der Bau fortgesetzt werden konnte. Am 6. November desselben Jahres wurde das Eintreffen der ersten Lokomotive in Wüstenselbitz gefeiert, am 15. November war die Strecke bis Helmbrechts fertiggestellt. Nachdem am 11. Mai 1887 eine erste Probefahrt mit der Lokomotive „Zeil“ stattgefunden hatte, konnte die Lokalbahn Münchberg–Helmbrechts am 1. Juni 1887 dem Verkehr übergeben werden. Durch den Bahnanschluss blühte in Helmbrechts die Textilindustrie auf. 120 Jahre später war von der stolzen Bahnära fast nichts mehr übriggeblieben.
Im Zusammenhang mit dem Bau der anschließenden Bahnstrecke Selbitz–Helmbrechts, die 1924 in Betrieb ging, wurde der alte Helmbrechtser Bahnhof im Personenverkehr aufgegeben, da das Gelände und die angrenzende Bebauung der neuen Strecke im Weg waren. Das Streckengleis in Münchberg wurde verschwenkt und außerhalb der Stadt ein neuer Bahnhof, der heute noch besteht, errichtet. Er war nur rund 500 Meter vom Ortsteil Weißenbach entfernt, der dortige Haltepunkt wurde deshalb 1923 aufgelassen. Im alten Bahnhof, der ursprünglich abgerissen werden sollte, verblieb aus finanziellen Gründen der Güterverkehr. 1924 folgte der Bahnhof Schauenstein mit Güterschuppenanbau. Im Selbitzer Bahnhofsgelände konnte das „Münchberger Gleis“ problemlos untergebracht werden. Selbitz war ab 1924 nicht nur Kreuzungsbahnhof für die Züge aus Hof und Bad Steben mit den Anschlüssen in Naila nach Schwarzenbach am Wald und in Marxgrün nach Blankenstein/Thüringen, sondern auch Endbahnhof der Strecke von Münchberg über Helmbrechts. Ein provisorischer Haltepunkt war am damaligen Freibad Helmbrechts eingerichtet, der nur als Bedarfshalt im Sommer bedient wurde. Da nachmittags, als auch im Frankenwald Badetemperaturen zu erwarten waren, nur etwa um 14 Uhr und dann erst wieder zwischen 17 und 18 Uhr Personenzugverkehr abgewickelt wurde, konnte die Bahn zwangsläufig wenig genutzt werden.

### Abwicklung des Fahrbetriebes
Nachdem im ersten Halbjahr der Fahrbetrieb mit drei Zugpaaren durchgeführt worden war, wies der Fahrplan im Jahre 1888 bereits fünf Zugpaare auf. 1896 ist in Helmbrechts erstmals eine zweite fest stationierte Dampflokomotive nachweisbar. Zusätzlich waren zwei Personen- und vier Güterwagen vorhanden. In den folgenden Jahren war wieder nur eine Lokomotive in Helmbrechts stationiert. Die Anzahl der Wagen schwankte gering. In den folgenden Jahren tat sich nicht viel auf der Strecke, bis in den 1950er Jahren erstmals Schienenbusse der Baureihe VT 95 eingesetzt wurden. Das Ende der Dampflokära kündigte sich an.
Seit Auflassung der Bahnstrecke Selbitz–Helmbrechts schließt ein Prellbock das ehemalige Durchgangsgleis im Bahnhof Helmbrechts ab, der mittlerweile zu einem Haltepunkt herabgestuft wurde.
Seit dem Fahrplanwechsel 2015 wurde der Haltepunkt Hildbrandsgrün nicht mehr bedient. Als Grund gab die Deutsche Bahn an, dass ab diesem Zeitpunkt dynamische Schriftanzeiger vorgeschrieben sind und die Bayerische Eisenbahngesellschaft sich an der Installation finanziell nicht beteiligen wollte. Nachdem die Städte Münchberg und Helmbrechts sowie der Landkreis Hof bereit waren, sich an den Kosten zu beteiligen, wurde der Haltepunkt zum Fahrplanwechsel 2017 wieder eröffnet.

## Hochbauten
Noch bis in die 1970er Jahre waren alle ursprünglichen Gebäude der Strecke vorhanden. So befand sich in Wüstenselbitz neben dem Stationsgebäude auch eine Güterhalle in Backstein- und Fachwerkbauweise. In Helmbrechts standen das Stationsgebäude, eine Güterhalle und ein zweiständiger Lokschuppen. Diese Gebäude sind mittlerweile alle verschwunden. Zuerst musste der Lokschuppen in Helmbrechts weichen, 1984 die Gebäude in Wüstenselbitz. Den Abschluss bildete 1986 der Abriss des alten Bahnhofs in Helmbrechts mit zugehörigem Aborthäuschen.

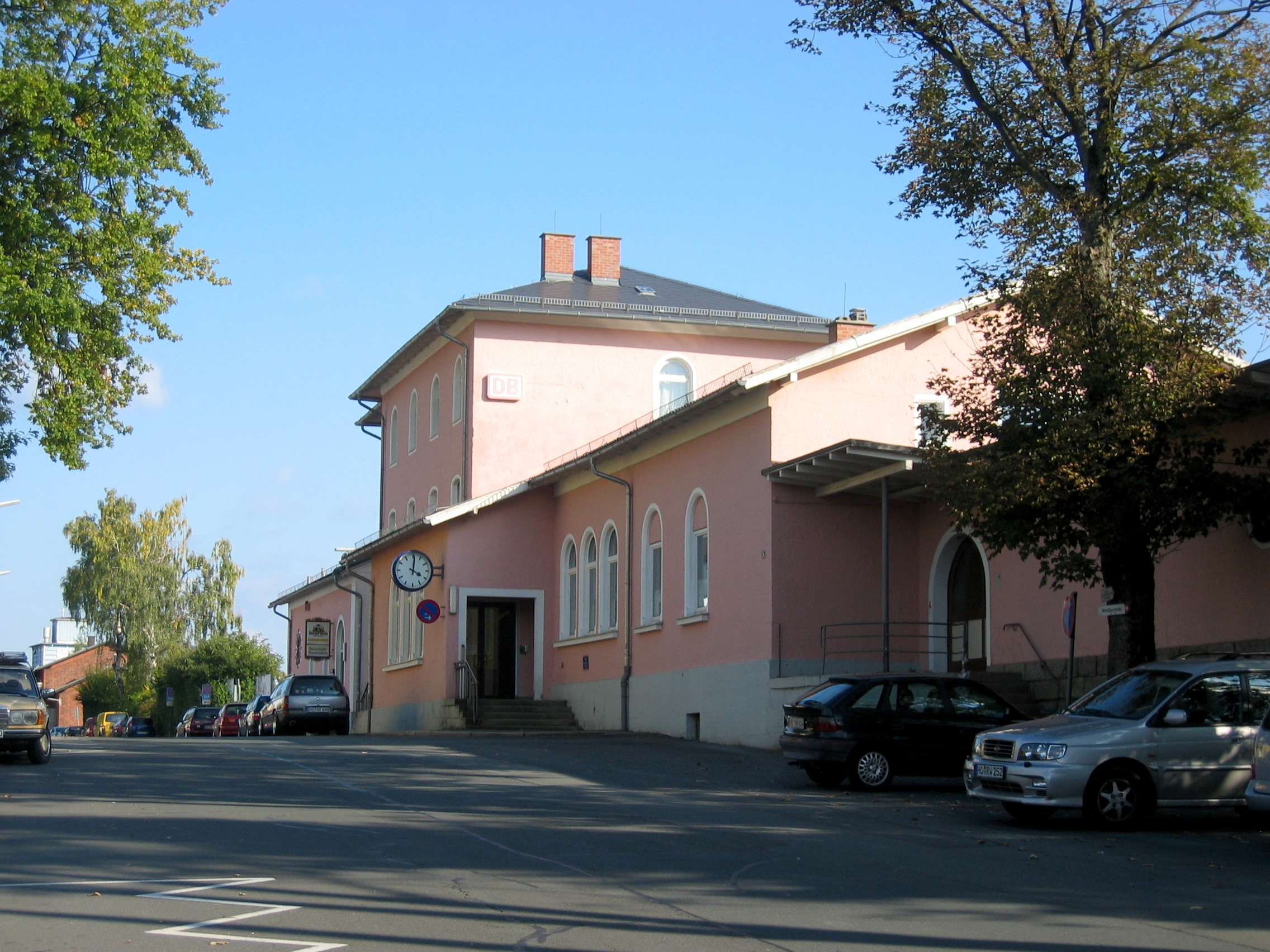
Bahnhof Münchberg
Bahnhof Wüstenselbitz
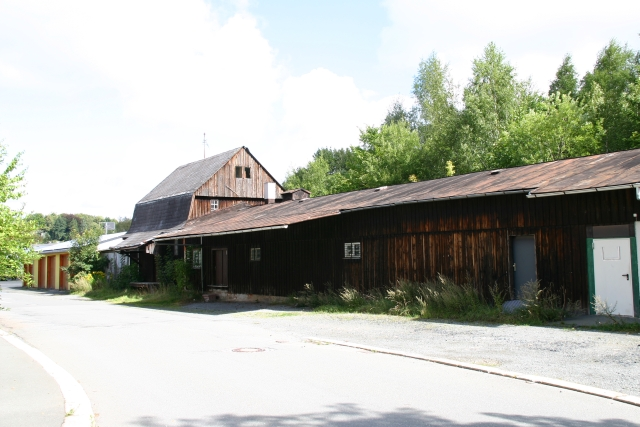
Güterschuppen Helmbrechts
Die Wartehäuschen an den einfachen Haltestellen waren baugleich mit dem in Reinersreuth

## Eingesetzte Fahrzeuge

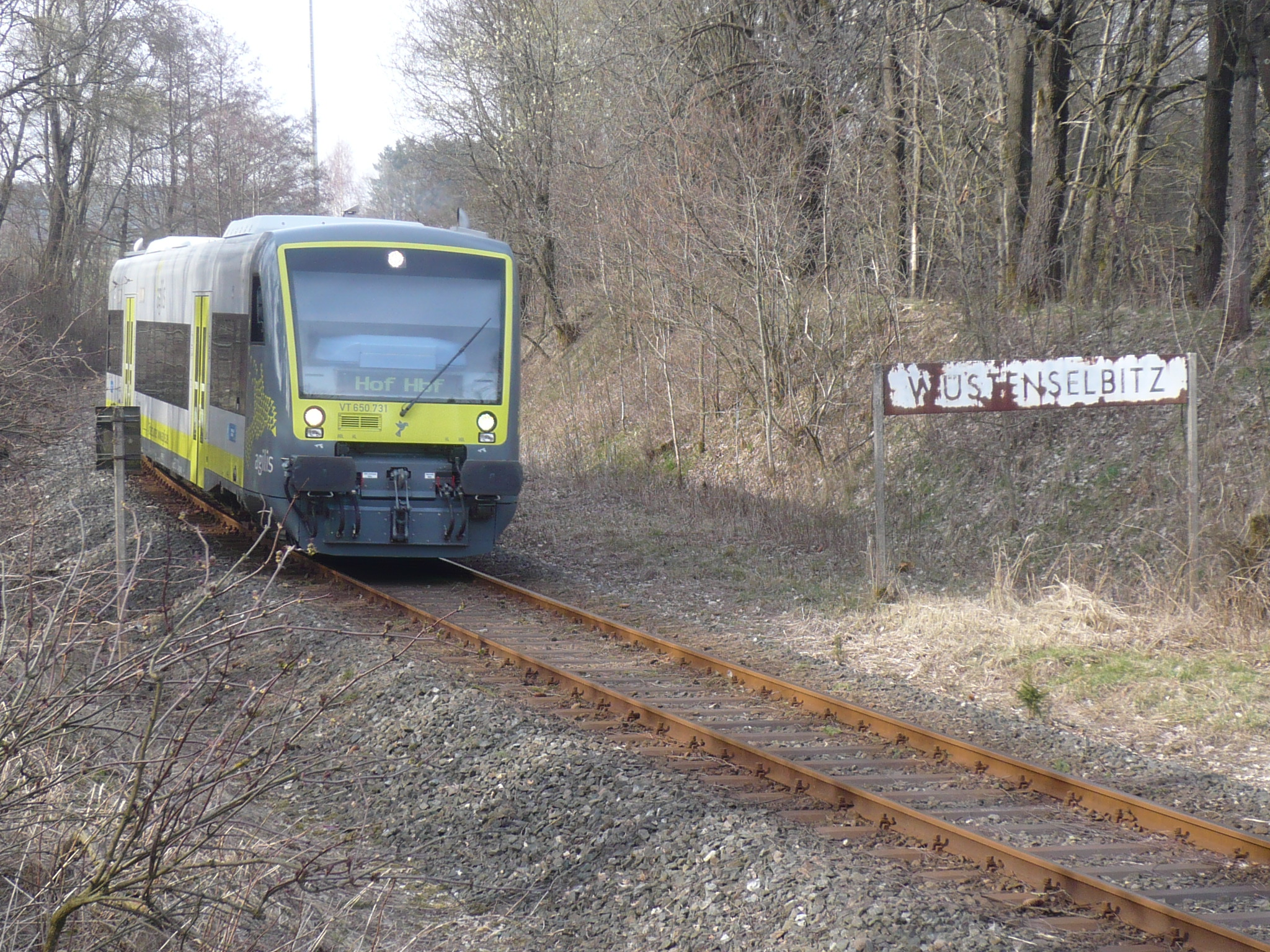
Regio-Shuttle von agilis in Wüstenselbitz

Die erste Lokomotive auf der Strecke war die „Zeil“, ein Exemplar des Typs D VI. Ihr folgte als feststationierte Maschine die Baureihe D VII „Eschenau“, die bis 1920 in den Bestandslisten der Bahn geführt wurde. Bis zu diesem Zeitpunkt war sie in Helmbrechts beheimatet. Das Schicksal der Maschine ist heute nicht mehr nachvollziehbar. Sicher ist nur, dass sie bis zu ihrer Ausmusterung unter der Nummer 98 7640 bei der Deutschen Reichsbahn eingesetzt wurde.
Der Eschenau folgte ab ca. 1920 eine Lokomotive des Typs D XI. Zusätzlich zu dieser Maschine war ab 1924 eine Baureihe GtL 4/4 in Helmbrechts stationiert. Diese Maschinen waren wahrscheinlich bis zum Zweiten Weltkrieg auf der Strecke anzutreffen. Als letzte Dampflokomotiven wurden Exemplare der Einheitsbaureihen 64 und 86 auf der Strecke eingesetzt. Zusätzlich dazu waren in den 1950er Jahren Lokomotiven der Baureihe 70 im Einsatz. Gleichzeitig mit ihnen tauchten auf der Strecke erstmals Dieselzüge auf. Exemplare der Baureihen VT 70 und VT 75 leisteten zuerst ihren Dienst auf der Strecke, bevor ab 1954 VT-95-Triebwagen eingesetzt wurden.
Diese Fahrzeuge ermöglichten eine sehr rasche Neukonfiguration der Zugeinheiten mit entsprechenden praktischen Vorteilen. Eine Zuggarnitur mit je einem Triebwagen an den Enden (je Triebfahrzeug gab es einen Triebfahrzeugführer) sowie in der Mitte zwei Beiwagen brachte Pendler nach Selbitz und fuhr mit Pendlern und Schülern weiter nach Naila. Die Fahrzeuge waren mit Mittelpufferkupplungen (und Stoßfederbügel anstatt Puffern) ausgestattet. Dies erlaubte eine unkomplizierte Trennung und Neuformation der Zugeinheit. In Naila fuhren die beiden vorderen Wagen weiter nach Bad Steben. Die hinteren beiden Wagen fuhren mit Pendlern und Schülern zurück nach Selbitz. Dort war in der Zwischenzeit eine Zweier-Schienenbuseinheit angekommen. An diesem fuhr der Schienenbus aus Naila im Selbitzer Bahnhof bis zur nächsten Weiche vorbei, und koppelte rückwärts fahrend an, was durch die halbautomatische Kupplung erledigt wurde. Allein der Triebfahrzeugführer musste zum Ankoppeln und auch zur folgenden Weiterfahrt einen Führerstandswechsel vornehmen. Die neugebildete Vierereinheit – sie wurde dadurch zweimotorig – beförderte Pendler und Schüler über Weidesgrün, Schauenstein und Volkmannsgrün nach Helmbrechts und zusammen mit weiteren Schülern nach Münchberg.
Die Baureihe VT 95 wurde 1974 von der stärkeren Baureihe VT 98 abgelöst.
Die lokbespannten Züge übernahm ab den 1960er Jahren die Baureihe V 100. Auch die in Münchberg stationierten Köf III übernahmen manchmal den Dienst auf der Lokalbahn. Ab 1986 fuhren auf der Strecke Triebwagen der Baureihe 614.
Die Regionalbahn-Leistungen wurden bis Juni 2011 von der Vogtlandbahn im Auftrag der Deutschen Bahn mit Dieseltriebzügen der Baureihe 642 bzw. RegioSprinter erbracht. Aktuell wird die Strecke von Dieseltriebzügen des Typs Stadler Regio-Shuttle RS1 von agilis befahren.
Die heutige Kursbuchstreckennummer ist 853. Die Fahrzeit über die Gesamtstrecke beträgt etwa fünfzehn Minuten.